# Coupe de la Ligue anglaise de football 1971-1972
Navigation
1970-1971 1972-1973
La Coupe de la Ligue anglaise de football 1971-1972 est la douzième édition de la Coupe de la Ligue anglaise de football, elle regroupe les 92 meilleurs clubs d'Angleterre.
La compétition est remportée par Stoke City, qui bat Chelsea FC en finale au Stade de Wembley à Londres sur le score de 2 à 1.

## Format
Les 20 clubs de la Premier League et les 72 clubs de la Football League sont conviés à la compétition. Pour la première fois depuis la première édition la participation est obligatoire pour tous les clubs.
Jusqu'aux quarts de finale les rencontres se disputent sur un seul match. En cas d'égalité après le temps règlementaire, une prolongation de deux fois 15 minutes est jouée. S'il n'y a pas de vainqueur au bout de la prolongation, le match est rejoué chez le club visiteur. A partir des demi-finales, les matchs sont joués en aller et retour, en cas d'égalité au score cumulé un troisième match est joué.
La finale est jouée en un match unique à Wembley.

## Calendrier
| Tour           | Date principale               |
| -------------- | ----------------------------- |
| premier tour   | 18 août 1971                  |
| deuxième tour  | 8 septembre 1971              |
| troisième tour | 6 octobre 1971                |
| quatrième tour | 26/27 octobre 1971            |
| cinquième tour | 17 novembre 1971              |
| demi-finales   | décembre 1971 et janvier 1972 |
| finale         | 4 mars 1972                   |

## Demi-finales
| Équipe 1   | Résultat | Équipe 2          | Aller | Retour |
| ---------- | -------- | ----------------- | ----- | ------ |
| Stoke City | 2 - 2    | West Ham United   | 1 - 2 | 1 - 0  |
| Chelsea FC | 2 - 3    | Tottenham Hotspur | 3 - 2 | 2 - 2  |

Stoke City et West Ham étant à égalité un troisième match est nécessaire, celui-ci disputé le 5 janvier 1972 se solde encore par un match nul obligeant les deux clubs à se rencontrer une quatrième fois le 26 janvier 1972. Le match est remporté par Stoke City sur le score de 3 à 2.

## Finale
La finale se déroule le 4 mars 1972 au Stade de Wembley à Londres. Stoke City remporte sa première Coupe de la ligue.
| Finale de la Coupe de la Ligue anglaise 1971-1972 | Stoke City | 2 – 1   | Chelsea FC | Wembley, Londres     |                      |
| 4 mars 1972                                       |            | (1 – 1) |            | Spectateurs : 97 852 | Spectateurs : 97 852 |